# Лишега Олег Богданович
Оле́г Богда́нович Лише́га (30 жовтня 1949, Тисмениця, Івано-Франківська область — 17 грудня 2014) — український поет, драматург і перекладач. У 2000 році Лишега та Джеймс Брасфілд одержали нагороду ПЕН-клубу за переклад англійською мовою збірки «Вибрані вірші Олега Лишеги» (англ. The selected poems of Oleh Lysheha). Книга Лишеги «Друже Лі Бо, брате Ду Фу» в 2010 році увійшла до довгого списку премії української служби Бі-Бі-Сі «Книга року Бі-Бі-Сі». Займався дерев'яною скульптурою.
Його називають реформатором української поезії.

## Життєпис
Олег Лишега народився 1949 року в Тисмениці в родині вчителів — його батько викладав іноземні мови у школі, а мати, Віра Сильвестрівна, була родом з Запорізької області та викладала у Тисмениці українську філологію та малювання. Дід і прадід Лишеги були кушнірами. Його бабуся все життя прожила у Тисмениці, але померла та була похована у Польщі.
В дитинстві Лишега навчався в художній школі.
1968 року вступив до Львівського університету на англійську філологію, вчився разом з Віктором Морозовим. У студентські роки здружився з поетом Грицьком Чубаєм, став учасником літературно-мистецького середовища, яке збиралося в Чубая вдома у підвалі будинку на Погулянці, 35 і тепер отримало неформальну назву Львівська богема.
Завдяки цьому середовищу, захопився поезією — за власними спогадами, у 21-річному віці — під впливом Грицька Чубая, і почав писати власні вірші. Вплив на Лишегу склала творчість Езри Паунда, Роберта Фроста, Еліота, Торо, Сільвії Плат. Ясунарі Кавабату Лишега називав своїм учителем.
У 1971 році взяв участь у самвидавному часописі Скриня, опублікувавши вірш «Віч-на-віч» і есе «Лицар» (огляд робіт скульптора Ореста Яворського. Також до «Скрині» увійшли вірші «Хлопчик», «Бойківська зима» Романа Кіся, «Коли сенс виллється з існування» Віктора Морозова, «На пелюстці зеленого берега» Катерини Морозів, цикл віршів Василя Гайдучка, «Марія» самого Г.Чубая, оповідання Миколи Рябчука «Неси свій німб», переклад Г.Чубая п'єси Тадеуша Ружевича «Кумедний старигань», правильник «Квестіонар» Романа Кіся.
Наприкінці 1971 року Лишега на квартирі Віктора Морозова у Львові зустрічав Василя Стуса, який повертався з лікування у Моршині незадовго до свого арешту, але не знав, хто він, тільки пізніше здогадавшись, кого привів на концерт Григорій Чубай.
За участь у публікації в Скрині всіх авторів піддали нагінкам. Олега Лишегу відрахували з останнього курсу університету, як і Морозова, і 1972 року забрали на 2 роки в армію. Службу проходив у Бурятії. Демобілізувавшись 1974 року, залишився там викладати англійську мову в сільській школі Мухоршибірського району. В Бурятії зацікавився китайською філософією та літературою.
Якось Лишега отримав листа від Григорія Чубая, який писав йому: «О, ти вже там, поруч з могилами китайських філософів». Згодом Чубай надіслав йому роман «Великий Гетсбі» Френсіса Скотта Фіцджеральда, на титульному аркуші якого написав рядки з пісні російського барда Олександра Городніцького «Марш хунвейбінів». Згадки про цей період стали одним із центральних мотивів п'єси «Друже Лі Бо, брате Ду Фу».
У травні 1975 року Лишега вже був у Львові. Проживав у будинку Юрія Винничука на Замарстинові, а також у Миколи Рябчука на Кривчицях. Юрій Винничук згадує, як вони разом з Лишегою упродовж 2-х місяців працювали вантажниками на книжковій базі облкниготоргу, розташованій у Стрийському парку.
Потім повернувся до Тисмениці, де працював на хутряній фабриці.
1977 року Лишега переїхав до Києва, одружившись влітку з поетесою Наталією Мезенєвою. Працював художником-декоратором сцени на кінофакультеті Київського державного інституту театрального мистецтва, що розташовувався у Лаврі. Товаришував з поетом Миколою Воробйовим, великий вплив на нього справив художник Григорій Гавриленко. З 1984 року в Лишеги починається «глиняний період», в цей час він випалював глечики у сосновому лісі на Виноградарі. Зазначав, що білі стіни Лаври у Києві навчили його поняттю фрески, тоді як «екстенсивного руху» з нього стало досить у армії.
Офіційна заборона на публікації протривала до 1988 року.
Перша книжка під назвою «Великий міст» з'явилася 1989 року, коли автору виповнилося 40 років. Вона складається з двох циклів — перший «Зима в Тисмениці» — поезії, пов'язані з буттєвим досвідом, набутим у місті свого народження, другий під назвою «Великий міст» — поезії та есе, що відображають реалії після переїзду до Києва і проживання у Глевасі.
Наступного року вийшла друком збірка «Оповідок давнього Китаю», до якої увійшли історії, перекладені ним разом з «совєтським капітаном» Ігорем Зуєвим — Зуєв робив переклад з китайської, а Лишега займався літературною обробкою.
У 1997—1998 роках Лишега відвідав Пенсильванський університет, отримавши стипендію Фулбрайта. Цей рік він жив у Лемонті, Пенсільванія, де працював над перекладами та укладанням антології, в той час як в його квартирі на Позняках у Києві по вулиці Княжий Затон деякий час жив поет Юрко Гудзь.
2003 року Вірляна Ткач, режисерка мистецького об'єднання «YARA», поставила виставу за віршем Лишеги «Лебідь», а 8 квітня 2011 року у Нью-Йорку в театрі «Ля МаМа» відбулася прем'єра вистави за мотивами поеми «Ворон», написаної Лишегою у 1987 році.
28 липня 2012 року Олег Лишега прочитав лекцію про Івана Франка на музично-мистецькому фестивалі Франко Фест.
17 грудня 2014 року Лишега пішов з життя: «Жар згас.. Андрій Дрозда щойно подзвонив і сказав, що Олег Лишега помер. Хай з Богом спочиває.. Вічна пам'ять Майстру!» — написав літературний критик Юрій Кучерявий. 

## Творчість
Лишега відносить себе до поетичної традиції, що визначається іменами Івана Франка та Богдана-Ігоря Антонича. Глибоке враження на нього справила збірка Антонича, видана 1967 року (Антонич Б.-І. Пісня про незнищенність матерії. — Київ: Радянський письменник). Згодом познайомився з Ігорем Калинцем та Григорієм Чубаєм, останній був для нього представником «візантійської культури», тоді як Девід Герберт Лоуренс — «варвар, якщо подивитися з Візантії. Але де вже той Царгород, звідки б ми стали оглядатись? Лоуренс вдихнув у свої хворі європейські легені увесь етруський світ — і з ним зійшов під землю. Вони його навчили навіґації у водах Смерті, що є лише перепочинком перед новою зорею. Це перевернута Візантія, її антипод, земляне дзеркало». Людмила Таран та О. Гриценко відзначають суголосність творчості Лишеги поетам «Київської школи» (Василь Голобородько, Віктор Кордун, Микола Воробйов, Михайло Григорів), тоді як Ігор Клех в розмові з Григорієм Комським та Тарасом Возняком з приводу видання «Великого мосту» навпаки зауважив, що йому видається суголосним стриманий стрій поезії Лишеги, саме через відсутність у ній «недиференційованої естетичної емоції мління», яка притаманна поетиці Миколи Воробйова та Віктора Кордуна.Тарас Прохасько, відкривши своєю розмовою з Лишегою серію діалогів з представниками сучасної української літератури під назвою «Інший формат», зазначав: «Ніколи перед тим не бачив поета, який балакає поетичніше, ніж пише вірші».
Лишега перекладав українською твори Томаса Стернза Еліота, Езри Паунда, Девіда Герберта Лоуренса, Марка Твена, Кларенс Малькольм Лаурі, Генрі Девіда Торо, Сильвії Плат, Роберта Пенна Воррена та Джона Кітса. Протягом свого перебування у США він оголосив про намір написати книгу під назвою «Америка», до неї мали увійти переклади Роберта Фроста та враження Лишеги від США. У 2010 році він повідомив, що працює над книгою «Америка емеральда».
На початку 1990-х років Лишега почав займатися дерев'яною скульптурою, зокрема на творчому вечірі, що відбувся у 2008 році в арткав'ярні «Квартира 35» та був присвячений Григорію Круку, Лишега зазначив: «Поезія живе у різних формах, і література — це далеко не абсолют поезії. Поезія може жити усюди, зокрема і в скульптурі. На відміну від живопису, який потребує денного світла та тіні, скульптура є продуктом ночі і найбільше наближена до музики. Різьбярство — це алхімія дерева, це алхімія запаху, кольору й навіть слова». У 1993 році за свої скульптурні роботи отримав диплом ІІІ Міжнародної бієналє «Імпреза», яка проходила в Івано-Франківську. Лишега також брав участь у створенні близько десяти документальних фільмів, зокрема про Григора Крука, Андрія Шуляра та Параску Хому.

### Великий міст (1989), Снігові і вогню (2002)
Перша збірка Лишеги під назвою «Великий міст» (1989) була видана на п'ятій «поетичній касеті» видавництва «Молодь», коли Лишезі вже виповнилося сорок років. До складу касети також увійшли збірки Михайла Василенка («Орії»), Ярослава Довгана («Числобог»), Василя Клічака («Дощовий годинник»), Костянтина Москальця («Думи») та Василя Старуна («Абетка світла»). Збірка складалася з двох частин, перша з яких отримала назву «Зима в Тисмениці», до якої увійшли вірші, написані у другій половині 1970-х років («Пісня 551», або «Поки не пізно — бийся головою об лід!», та «Пісня 212», або «Так багато суперзірок, порослих очеретом..», покладені на музику Мертвим півнем; «Пісня 352», або «Коли вам так забаглось погрітись», та «Пісня 882», або «Справжній тобі гербарій», та ін.), а друга називалася власне «Великий міст» («Черепаха», «Лис», «Яструб» та ін.). Григорій Комський, зауваживши, що поезії Лишеги властива надмірність сюжету і дії, яка не є притаманною українській поезії в цілому, запропонував розглядати його вірші як «згорнуті філософські новели», а саму збірку як «досвід редукованої прози», який є асоціативно пов'язаним за «Уолденом чи життям у лісі» Генрі Торо, але залишається позбавленим соціальних та моралізаторських повчань.
Костянтин Москалець, Келія чайної троянди.
Коментуючи у «Великому мості» віварій (Ведмідь, Черепаха, Мартин, Ондатра, Карась, Яструб, Він, Місяць), Ігор Клех наголошував на тому, що його зміст не є символічним, моральним або космічним, оскільки Лишега не створює нову міфологію, але задає «онтологічні загадки»: «Ми інтуїтивно відчуваємо, що наші загадки якимось чином пов'язані між собою, що це, власне, одна єдина загадка». Поет Юрко Гудзь прочитує ці образи як монади, або «зредуковані до своїх сутностей явища-феномени», які є втіленням однієї спроби об'єднати «онтологічний простір розірваного буття, і якщо не вийти, то хоча б наблизитись до того Великого Мосту, що з'єднує різні виміри-береги…».
До другої поетичної збірки Лишеги, яка побачила світ у 2002 році під назвою «Снігові і вогню», увійшла половина віршів з «Великого мосту», загалом до двох збірок увійшло тридцять чотири тексти. Сам Лишега, коментуючи ощадливість, з якою він пише вірші, зауважив, що кожен літературний твір для нього містить свій еталон часу, і розуміння цього певним чином споріднює його з Тарасом Прохаськом. Якщо спочатку він відчував, що в нього є моральне право написати «один вірш на рік», узагальнюючи «отой річний досвід, який перейшов через вогонь, через воду, через сніг», то згодом йому здалося, що написати один вірш за десять років буде цілком достатньо.

### Друже Лі Бо, брате Ду Фу (2010)
До збірки прозових творів Олега Лишеги, яку у 2010 році видала літературна агенціа «Піраміда», увійшли оповідання «Море» (видане у 1997 році під назвою «Квіти в темній кімнаті»), «Людина в просторі», «Відчуття весни» та «Розмова тіней», оповідання київського періоду «Син», «Голос» та «Портрет», п'єса «Друже Лі Бо, брате Ду Фу..», есеї «Флейта землі і флейта неба» та «Adamo et Diana» (де розповідається історія Київської школи поезії), а також «Балачки з Прохаськом», видані раніше у серії «Інший формат». 
Олег Лишега, Друже Лі Бо, брате Ду Фу..
Ці твори Лишега писав протягом тридцяти років, до книги також увійшли фрагменти загубленого фантастичного роману Лишеги під назвою «Пава».
Головними дійовими особами п'єси «Друже Лі Бо, брате Ду Фу..», вперше опублікованої в журналі «Сучасність» у 1992 році, стають китайські поети Лі Бо та Ду Фу, а також Молодий і Дівчина.
В першій дії Молодий, вдягнений в уніформу, копає яму («..я писав колись про багульник, що розцвітає на далеких сопках, тепер я у віддаленій провінції…»), коли на сцені з'являються Лі Бо та Ду Фу, які починають розмовляти про фотографію та розповідають один одному про майбутню смерть. У другій дії Молодий та Ду Фу чистять картоплю, коли Ду Фу, який не повертається обличчям до глядачів, раптово стає зле. Молодий демонструє слайди далеких гір та хмар та читає монолог: «.. ті, що відходять, своїм прощальним, відчайдушнім поглядом виривають нас із життя.. або ж у своїм плавнім польоті фотографують нас у невиразному просторі…». У третій дії відбувається діалог між Молодим та Дівчиною. В п'єсі Лишега використовує авторський пунктуаційний знак горизонтальної двокрапки «..». Режисер Сергій Проскурня створив за мотивами п'єси виставу в театрі-студії «Будьмо».

### Інші видання
У 2011 році Літературна агенція «Піраміда» оголосила про підготовку нового видання творів Олега Лишеги під назвою «Великий міст», в оформленні якої мали бути використані шрифти Лишеги, викреслені ним на снігу.

Ця збірка побачила світ вже у 2012 році та стала найповнішим виданням поезій Олега Лишеги. У 2020 році в тому ж видавництві вийшла збірка «Розлоге дерево», до якої увійшли невідомі вірші Лишеги з його приватного архіву, а також кілька маловідомих віршів з малодоступних джерел.
Видавництво А-ба-ба-га-ла-ма-га анонсувало появу збірки творів Олега Лишеги під назвою «Поцілунок Елли Фіцджеральд» на вересень 2012 року, але згодом дату видання перенесли на 2013 рік.

## Аудіозаписи творів
Олег Лишега. "Високі жовті квіти" (уривок): https://www.youtube.com/watch?v=BioibPF4By8
Олег Лишега. Поезія в кольорах вохри ("балачки з Тарасом Прохаськом" + поезії): https://www.youtube.com/watch?v=TlOfgXpM9n0
Олег Лишега. "Простір" («В цьому новому домі з безліччю ліфтів...»): https://www.youtube.com/watch?v=K3UXnIBz23E

## Нагороди
Лишега — перший український поет, якого було нагороджено премією ПЕН-клубу за поетичний переклад. Вручення нагороди йому та його перекладачеві Джеймсу Брасфілду відбулося 15 травня 2000 року в Театрі Волтера Ріда в Лінкольн-центрі. Член журі, американська поетка Рейчел Гадас (англ. Rachel Hadas, * 1948) зокрема зазначила: «Лишега веде нас до ноктюрного світу, де темні дерева, заледенілі стави та невидимі істоти віщують появу альтернативного всесвіту, де можна будь-що втратити та віднайти».
18 січня 2013 року було оголошено, що Олег Лишега став лауреатом премії «ЛітАкцент року — 2012» в номінації «Художня література» зі своєю збіркою «Великий міст».

## Переклади творів Олега Лишеги
З Джеймсом Брасфілдом Лишега почав співпрацювати над перекладами своїх творів, коли той приїхав до Києво-Могилянської академії за стипендією Фулбрайта у 1993 році, того ж року вони відвідали Львів та вирушили у Карпати. Після того, як Лишега повернувся з США, влітку 1999 року Брасфілд приїхав до Чернівців, а вже наступного року вони отримали премію ПЕН-клубу за найкращий поетичний переклад.
Вірші Лишеги увійшли до польської антології «Рибо-вино-кур» (пол. Rybo-Wino-Kur. Antologia literatury ukrainskiej ostatnich dwudziestu lat), яка була упорядкована Олександрою Гнатюк та надрукована видавництвами «Swiat Literacki» i «Tyrsa» у 1994 році. У 1997 році видавництво «Генеза» видало антологію сучасної української новели «Квіти в темній кімнаті», впорядковану Володимиром Даниленком. До неї увійшли короткі прозові твори тридцяти трьох авторів, зокрема і Олега Лишеги. 7 листопада 2007 року у видавництві «Gunzosha» з'явилося японське видання частини новел та есеїв з цієї збірки (яп. 現代ウクライナ短編集) у перекладі Ольги Хоменко та Фудзіі Ецуко.
Російською мовою вірші Лишеги перекладав поет Андрій Пустогаров, зокрема «Лис» та «Ведмідь» були надруковані у журналах «Октябрь» та «Вестник Европы» у 2006—2010 роках.

### Літературно-критичні статті про автора
- Барабаш М.  Скульптурна есеїстика джазу. Рец. на кн.: Олег ЛИШЕГА. Поцілунок Елли Фіцджеральд: Есеї, переклади, вірш. К.: А-БА-БА-ГА-ЛА-МА-ГА, 2015. 240 с.; Олег ЛИШЕГА. Старе золото: Есеї. Львів: ЛА «Піраміда», 2015. // Збруч, 26.10.2015.
- Войтенко, Ю. Свіжі сліди на снігу: письмо про довкілля в Україні [Архівовано 8 травня 2012 у Wayback Machine.] // Літакцент, 16.02.2012; (Перевірено 2012-09-06)
- Дзюба, І. Інший формат: Олег Лишега [Архівовано 11 березня 2012 у Wayback Machine.] // Літакцент, 08.03.2012; (Перевірено 2012-09-06)
- Діброва, В. Рятівна аномалія // Часопис «Критика», №4, 2005; (Перевірено 2012-09-06)
- Карп'юк, В. Брат Лишега і його друзі [Архівовано 17 листопада 2011 у Wayback Machine.] // Zaxid.net, 22.02.2011; (Перевірено 2012-09-06)
- Котик І. Лишега у спогадах друзів // https://zbruc.eu/node/93183 [Архівовано 29 червня 2021 у Wayback Machine.]
- Пастух, Т. Червона вохра слова Олега Лишеги [Архівовано 17 грудня 2014 у Wayback Machine.] // Літакцент, 29.03.2011 (Перевірено 2012-09-06)
- Віктор Неборак. Олег Лишега у форматі УПА // Zbruch, 17.06.2014 [Архівовано 17 грудня 2014 у Wayback Machine.]
- Богдан Чепурко. Залишинець. Доля Олега-пілігрима // Українська літературна газета, № 25-26, грудень 2014